# Gyrinus gibber
Gyrinus gibber es una especie de escarabajo del género Gyrinus, familia Gyrinidae. Fue descrita científicamente por LeConte en 1868.
El macho mide 4.7-5.6 mm, la hembra 5.5-6.2 mm Habita el este de América del Norte.